# Саша Илић (фудбалер, 1970)
Саша Илић (Скопље, 5. септембар 1970) је бивши македонски фудбалски голман.

## Клупска каријера
Саша Илић је рођен у Скопљу где је почео каријеру у екипи Вардара. Пред почетак сезоне 1990/91. је прешао из Вардара у Партизан. У београдском клубу су у том моменту били голмани Фахрудин Омеровић и Горан Пандуровић, тако да Илић није био у плановима тадашњег тренера Милоша Милутиновића. Наредне две сезоне је провео на позајмицама, најпре у Спартаку из Суботице а потом и у Борцу из Бања Луке.
Вратио се у Партизан од сезоне 1993/94. Први голман је био Горан Пандуровић, а Илић је био његова резерва, тако да је у пролећном делу сезоне, на мечу против ОФК Београда, дебитовао на голу Партизана, скоро четири године од доласка у Београд. До краја те сезоне, у којој је Партизан освојио дуплу круну, другу у историји, Илић је укупно скупио четири наступа, а бранио је између осталог и на 96. вечитом дербију, када је Црвена звезда славила на Маракани резултатом 3:2. И у наредној 1994/95. сезони је ретко добијао прилику, бранио је на само три званичне утакмице, две у првенству и једну у купу Југославије.
У лето 1995. је напустио Партизан и прешао у Даеву Ројалс из Јужне Кореје. Две године је стајао на голу јужнокорејског клуба да би 1997. прешао у немачки Хамбургер. Три године је био у клубу из Хамбурга али током тог периода није забележио ниједан званичан наступ. Уследио је повратак у Вардар, затим играње за Динамо из Санкт Петербрурга а потом је неколико година наступао у Ирану. Пред крај каријере је играо у родној Македонији.

## Репрезентација
За сениорску репрезентацију Македоније је дебитовао у јуну 1997. године на утакмици са Исландом у оквиру квалификација за Светско првенство 1998. у Француској. Укупно је забележио пет наступа за А тим Македоније а последњи пут је стајао на голу националног тима 2005. године.